# Underground (1941)
Underground is een Amerikaanse dramafilm uit 1941 onder regie van Vincent Sherman.

## Verhaal
De Duitser Kurt Franken is onder de indruk van het naziregime. Zijn broer Eric werkt als radio-omroeper voor het verzet. Kurt doet aanvankelijk lacherig over de activiteiten van Eric. Wanneer het regime zijn ware gelaat toont, sluit hij zich aan bij zijn broer. Daardoor komt hij al vlug in levensgevaar.

## Rolverdeling
| Acteur            | Personage            |
| ----------------- | -------------------- |
| Jeffrey Lynn      | Kurt Franken         |
| Philip Dorn       | Eric Franken         |
| Kaaren Verne      | Sylvia Helmuth       |
| Mona Maris        | Juffrouw Gessner     |
| Peter Whitney     | Alex                 |
| Martin Kosleck    | Heller               |
| Erwin Kalser      | Dokter Franken       |
| Ilka Grüning      | Mevrouw Franken      |
| Frank Reicher     | Professor Baumer     |
| Egon Brecher      | Directeur            |
| Ludwig Stössel    | Mijnheer Müller      |
| Hans Schumm       | Assistent van Heller |
| Wolfgang Zilzer   | Hoffman              |
| Roland Varno      | Ernst Demmler        |
| Henry Brandon     | Rolf                 |
| Lotte Palfi Andor | Greta Rolf           |
| Lisa Golm         | Ella                 |
| Louis V. Arco     | Otto                 |
| Roland Drew       | Gestapo              |